# Temporada 2004 del Rally Mobil
La temporada 2004 del Rally Mobil fue la 24.ª edición del Campeonato de Chile de Rally y la quinta con el nombre actual. Comenzó el 26 de marzo y terminó el 17 de octubre. Hubo un total de 8 citas, incluida una con doble puntuación. Entre las novedades está la inclusión de la fecha en Pucón, a fines de julio para reemplazar a San Felipe y el traslado del Rally de Puerto Montt, que hasta el año anterior se realizaba en las carreteras de Iquique, a la ciudad de Santiago. la final en la fecha compartida de Talca.
Las categorías participantes fueron la N-2 (vehículos de tracción simple hasta 1600 cc). El N4 (vehículos hasta 2000 cc con tracción total), este último compuesto únicamente por el Subaru Impreza WRX, el Subaru Impreza STi y el Mitsubishi Lancer Evo VIII y el N-3 (vehículos con tracción total hasta 2000 cc).
Solo hay un dato importante a destacar esta temporada, la primera es en la categoría N-3 con la participación del piloto de Santiago, Cristóbal Vidaurre, del rally de Concepción (primera fecha del campeonato) que es clasifica 19 en 1 de sus 4 fechas consecutivas, 15 en 2 de sus 4 fechas consecutivas, 16 en 3 de sus 4 fechas consecutivas y 11 en las 4 fechas consecutivas y al final termina en el quinto lugar de la clasificación general.
La categoría N-4 se definió en la penúltima fecha a favor del piloto argentino, Federico Villagra, quien obtuvo el título de campeón por primera vez en la categoría, el segundo fue para el piloto argentino, Walter Suriani y el tercer lugar fue para el piloto de Viña del Mar Luis Ignacio Rosselot.
En la categoría N-3, que tuvo más participantes esta temporada que la anterior, los laureles fueron para el piloto argentino Gabriel Pozzo, mientras que el campeonato de la marca fue para el equipo Nissan Marubeni y en la N -2, el osornino, Marcelo Pérez, ganó.

## Participantes
Categoría N-4
| N.º | Piloto                 | Navegante            | Auto                       | Procedente de | Auspiciador                                                                 |
| --- | ---------------------- | -------------------- | -------------------------- | ------------- | --------------------------------------------------------------------------- |
| 1   | Walter Suriani         | José María Rodríguez | Subaru Impreza STi         | Argentine     | Point Cola - Adelco - Embotelladora Llacolén - Pirelli - Redpower           |
| 2   | Dino Innocenti         | Edgardo Galindo      | Subaru Impreza STi         | Concepción    | Mobil - Serfocol - Pirelli - SKC Comercial                                  |
| 3   | Daniel Mas             | Luis Arias           | Subaru Impreza STi         | La Serena     | Concreces - Pirelli - Automotora Valp - La Tercera - Loctite                |
| 4   | Enzo Innocenti         | Jorge González       | Subaru Impreza WRX         | Concepción    | Point Cola - Serfocol - SKC Comercial - Abastible - Pirelli - Redpower      |
| 5   | Alberto Innocenti      | Carlo Innocenti      | Subaru Impreza WRX         | Concepción    | Point Cola - Serfocol - SKC Comercial - Abastible - Pirelli - Redpower      |
| 6   | Nani Roma              | Henri Magne          | Subaru Impreza WRX         | España        | Repsol - Banco Santander - Michelin - Momo - Valeo                          |
| 7   | Jorge Martínez Fontena | Alberto Álvarez      | Subaru Impreza WRX         | Concepción    | Point Cola - Serfocol - SKC Comercial - Abastible - Pirelli - Redpower      |
| 8   | Federico Villagra      | Javier Villagra      | Mitsubishi Lancer Evo VIII | Argentina     | Mitsubishi Motors - Mobil - El Mercurio - Pirelli                           |
| 9   | Ricardo Concha         | Ricardo Kember       | Mitsubishi Lancer Evo VIII | Santiago      | Mitsubishi Motors - Mobil - El Mercurio - Pirelli                           |
| 10  | Luis Ignacio Rosselot  | Ricardo Rojas        | Mitsubishi Lancer Evo VIII | Viña del Mar  | Mitsubishi Motors - Automotriz Rosselot - La Tercera - Mobil - Pirelli      |
| 11  | Juan Carlos Carbonell  | Emilio Acevedo       | Subaru Impreza WRX         | Santiago      | Automotora Suiza - Entel Will - Seguros Cruz del Sur                        |
| 61  | Macarena Pizarro       | Francisca Pizarro    | Subaru Impreza WRX         | La Serena     | Concreces - Pirelli - Automotora Valp - La Tercera - Loctite                |
| 62  | Gerardo Rosselot       | Jaime Rojas          | Mitsubishi Lancer Evo VIII | Viña del Mar  | Mitsubishi Motors - Automotriz Rosselot - La Tercera - Mobil - Pirelli      |
| 67  | Walter Bandt           | Sebastián Vera       | Subaru Impreza STi         | Iquique       | Entel Will - Pirelli - Automotora Suiza - Ripley - Puma - Cachantún - Mobil |
| 68  | Alberto Pirola         | Ricardo Espinoza     | Subaru Impreza STi         | San Felipe    | Manquehue Net - Mall Marina Arauco                                          |

Categoría N-3
| N.º | Piloto             | Navegante            | Auto                      | Procedente de | Auspiciador |
| --- | ------------------ | -------------------- | ------------------------- | ------------- | --- |
| 12  | Ramón Ibarra       | Antonio de Gavardo   | Hyundai Coupé             | Santiago      | Automotores Gildemeister - Mobil - Pirelli                                                                                                  |
| 14  | Eliseo Salazar     | Sergio Dal-Dosso     | Hyundai Coupé             | Santiago      | Automotores Gildemeister - Mobil - Pirelli - Copec - Cerveza Cristal - Entel PCS                                                            |
| 15  | Osvaldo Pirles     | Diego Cagnotti       | Hyundai Coupé             | Argentine     | Automotores Gildemeister - Mobil - Pirelli                                                                                                  |
| 16  | Luis Westermeier   | Eugenio Carvallo     | Nissan Primera            | Puerto Montt  | Nissan Marubeni - Pioneer - Cecinas Braunau - Pirelli - Cecinas Schwerter - Nokia                                                           |
| 17  | Gabriel Pozzo      | Daniel Stillo        | Nissan Primera            | Argentine     | Nissan Marubeni - Pioneer - Pirelli - Nokia                                                                                                 |
| 18  | Cristóbal Vidaurre | Juan Pablo Vergara   | Honda Civic               | Santiago      | Honda - Mobil - DuPont - Michelin |
| 19  | Matías Pilasi      | Pablo Vargas         | Mitsubishi Lancer         | Santiago      | Ron Bacardi - Sony Ericcson - Amistar - Michelin                                                                                            |
| 20  | Claudio Menzi      | Julio Becerra        | Mitsubishi Lancer OZ      | Argentina     | Mitsubishi Motors - Mobil - Canal 13 - Pirelli                                                                                              |
| 21  | Eduardo Valdés     | Gustavo Beccaria     | Chevrolet Astra Hatchback | Santiago      | Tramcorp - Goodyear - McAfee Security - Delphi - Denso - Swatch - La Tercera                                                                |
| 22  | Gonzalo Huerta     | Fernando Mussano     | Chevrolet Astra Hatchback | Santiago      | Tramcorp - Goodyear - McAfee Security - Delphi - Denso - Swatch - La Tercera                                                                |
| 23  | Jordi Serón        | Jorge Serra          | Nissan Primera            | Concepción    | Irenesa - Serón - Flight Service - Mobil - Pirelli                                                                                          |
| 24  | Álvaro Cabello     | Christian Troncoso   | Chevrolet Astra Hatchback | Santiago      | Chevrolet Coseche |
| 25  | Cristóbal Ibarra   | Aldo Zambra          | Hyundai Coupé             | Santiago      | Automotores Gildemeister - Mobil - Pirelli - JVC                                                                                            |
| 26  | Marcelo Yáñez      | Nicolás Levalle      | Hyundai Coupé             | Puerto Montt  | Automotores Gildemeister - Mobil - Pirelli - Distribuidora Rabié - Mayonesa Hellmann's - Clorox - Ballerina - Elite - Axe - Gillette Mach 3 |
| 27  | Emilio Paredes     | Carlos Maldonado     | Ford Focus                | Concepción    | Áridos Paredes - Ford - Mobil - Pirelli |
| 28  | Juan Pablo Silva   | Cristián de la Cerda | Nissan Primera            | Santiago      | Nissan Marubeni - Pioneer - Pirelli - Nokia                                                                                                 |
| 29  | Claudio Moya       | Juan Catalán         | Nissan Primera            | Santiago      | Nissan Marubeni - Pioneer - Pirelli - Nokia                                                                                                 |
| 30  | Carlos Barrie      | Andrea Barrie        | Ford Focus                | Temuco        | Helicópteros del Pacífico - Almacenes París - Ford - Mobil - Pirelli                                                                        |
| 31  | Sebastián Beltrán  | Manuel Jaurena       | Peugeot 307               | Argentina     | Peugeot Chile - Mobil - ValService - Gallyas - Pirelli                                                                                      |
| 32  | Ramón Ferreyros    | Rubén García         | Honda Civic               | Perú          | Honda - Mobil - DuPont - Michelin |
| 33  | Ukyo Katayama      | Gérard Trouble       | Hyundai Coupé             | Japón         | Automotores Gildemeister - Mobil - Pirelli - JVC                                                                                            |
| 34  | Alister McRae      | David Senior         | Peugeot 307               | Reino Unido   | Peugeot - Mobil - PlayStation - Sanyo - Pirelli                                                                                             |

Categoría N-2
| N.º | Piloto                  | Navegante               | Auto              | Procedente de | Auspiciador                                                                             |
| --- | ----------------------- | ----------------------- | ----------------- | ------------- | --------------------------------------------------------------------------------------- |
| 35  | Osvaldo Stuardo         | Rodrigo Stuardo         | Mitsubishi Lancer | Iquique       | Point Cola - Adelco - Embotelladora Llacolén - Michelin - Redpower                      |
| 36  | Juan Francisco Carrasco | María Victoria Carrasco | Chevrolet Corsa   | Punta Arenas  | Chevrolet Coseche                                                                       |
| 37  | Emilio Ahumada          | Eugenio Silva           | Renault Clio      | San Felipe    | Dolorub - Empreservi - Amortiguadores Atlanta - Ecolife - Mobil - Amortiguadores Rancho |
| 38  | Luis Núñez              | Pablo Cabrera           | Mitsubishi Lancer | Catemu        | Clorox - Ron Bacardi - Sony Ericcson - Amistar - Michelin                               |
| 39  | Jorge Martínez Torres   | Cristián Navarrete      | Renault Clio      | Concepción    | Abastible - Casa Royal - Henkel - Teroson - Loctite - Bonderite - Mobil                 |
| 40  | Carlos Burgos           | Cecilia Jarpa           | Renault Clio      | Talcahuano    | Cabur Competición - Falken - Henkel - Teroson - Loctite - Bonderite - Mobil             |
| 41  | Eduardo Fernández       | Eugenio Allendes        | Nissan Platina    | Santiago      | Automotora Agustinas - Nissan Cidef                                                     |
| 42  | Ángel Bartolomé         | Francisco Bartolomé     | Renault Clio      | Santiago      | Establecimientos La Mamma - Incomin - Molinera Aconcagua - Amortiguadores Atlanta       |
| 43  | Juan Carlos Abugarade   | Miguel Concha           | Mitsubishi Lancer | San Felipe    | Scania - Mobil - Copec - Supermercados Santa Isabel                                     |
| 44  | Jaime Hinzpeter         | Alfredo Castro          | Seat Ibiza        | Santiago      | Caterpillar - Brooks - Falken                                                           |
| 45  | Juan Carlos Fröhlich    | Jaime Luttecke          | Mitsubishi Lancer | Osorno        | Valeo - Ron Bacardi - Sony Ericcson - Amistar - Michelin                                |
| 46  | Óscar Carrasco          | Cristián Castro         | Daihatsu Sirion   | Santiago      | Río Claro Exportaciones - Tocornal Autos - Ferretería Oriente                           |
| 47  | Carlos Jáuregui         | Juan Jáuregui           | Mitsubishi Lancer | Santiago      | Valeo - Ron Bacardi - Sony Ericcson - Amistar - Michelin                                |
| 48  | Leopoldo Vargas         | Félix Silva             | Chevrolet Corsa   | Temuco        | Tramcorp - Goodyear - McAfee Security - Delphi - Denso - Swatch - La Tercera            |
| 49  | Carlos Francisco Pérez  | Isaías Aravena          | Mitsubishi Lancer | Ovalle        | Car Fran - Mitsubishi Motors - Serviteca Artigues                                       |
| 50  | Ernesto Rojas           | Gastón Riesco           | Proton Persona    | Santiago      | Easy - Recauchajes Irenesa - Bridgestone - Proterra                                     |
| 51  | Ricardo Vallebuona      | Alberto Gajardo         | Volkswagen Gol    | Concepción    | Abastible - Casa Royal                                                                  |
| 52  | Paulo Otero             | Paulo Otero Jr.         | Mitsubishi Colt   | Santiago      | Automotriz Noack - Kit Car Aire Acondicionado - Viservi Seguridad - Falken              |
| 53  | Mauricio Guerra         | Gonzalo Guerra          | Toyota Yaris      | Concepción    | Toyota - Mobil - PPG - Bridgestone                                                      |
| 54  | Álvaro Castaing         | Miltos Castaing         | Honda Civic       | Talca         | Honda - Mobil - VTR - Goodyear                                                          |
| 55  | Alejandro Burgos        | Jaime Varela            | Nissan V16        | Concepción    | Cabur Competición - Falken - Henkel - Teroson - Loctite - Bonderite - Mobil             |
| 56  | Marcelo Pérez           | Sergio Rosas            | Mitsubishi Colt   | Osorno        | Concreces - Pirelli - Automotora Valp - La Tercera - Loctite                            |
| 57  | Felipe Padilla          | Sergio Concha           | Opel Corsa        | Concepción    | Coseche - Goodyear - Henkel - Teroson - Loctite - Bonderite - Mobil                     |
| 58  | Giovanni Innocenti      | Claudio Ocampo          | Nissan Platina    | Concepción    | Automotora Agustinas - Nissan Cidef - Entel PCS - Mobil                                 |
| 59  | Ricardo Valverde        | Giorgio Gajardo         | Toyota Yaris      | Nueva Braunau | Taller Panamericana Sur - New Dream Discoteque - Falken                                 |
| 60  | Felipe Saieg            | Rodrigo Pastén          | Opel Corsa        | San Felipe    | Establecimientos La Mamma - Incomin - Molinera Aconcagua - Amortiguadores Atlanta       |
| 63  | Julián Lunas            | Claudio Cárdenas        | Nissan Platina    | Santiago      | Automotora Agustinas - Nissan Cidef                                                     |
| 64  | Juan Pablo Mesa         | Juan Carlos Mesa        | Mitsubishi Colt   | Osorno        | Mesa Automotriz - Servicio Automotriz OGO - Mobil - Pirelli                             |
| 65  | Andrés Urrutia          | Enrique Feest           | Suzuki Swift      | Castro        | Suzuki - Impresoras Lexmark - Mobil - Socovesa - Pirelli                                |
| 66  | Cristóbal Geyger        | Jorge Modinger          | Renault Clio      | San Felipe    | Automotriz Renault Sergio Escobar y Cia. - Serviteca Artigues                           |

- Datos: Q107535397